# Маяк острова Гард
Маяк острова Гард (англ. Guard Island Light) — маяк, расположенный на небольшом острове Гард на входе в пролив Тонгасс со стороны пролива Кларенса в боро Кетчикан-Гейтуэй, Аляска, США. Открыт в 1904 году. Был автоматизирован в 1969 году. 9-й (из 11) по высоте маяк штата.

## История
Через узкие проливы между островами на юго-востоке штата Аляска проходил путь из Скагуэя до крупных городов тихоокеанского побережья США, по которому доставлялось добытое золото во время золотой лихорадки на Клондайке. Сильные течения, туманы, дожди и скалистое побережье делали навигацию в этом районе сложной, потому правительство США выделило в 1900 году 100 000$ на строительство маяков в этом районе. Выделенных средств хватило только на 2 маяка: маяк островов Файв-Фингер и маяк острова Сентинел. Этих двух маяков было недостаточно, чтобы обеспечить безопасное судоходство в районе, потому было решено построить дополнительные маяки.
Сооружение маяка на небольшом острове Гард, расположенном в районе оживленного судоходства, было одобрено 21 апреля 1903 года. Первоначальное здание представляло собой небольшую деревянную квадратную башню. Маяк был открыт 15 сентября 1904 года. Однако вскоре выяснилось, что его мощности было недостаточно для обеспечения безопасной навигации. И 28 марта 1922 года Конгресс США выделил 28 000$ на улучшение маяка на острове Гард. Работы по строительству нового маяка начались 1 июля 1922 года. Новое здание представляло собой прямоугольное бетонное здание с квадратной башней. 24 февраля 1924 года он был повторно открыт. Маяк был автоматизирован Береговой охраной США в 1969 году.
В 2003 году маяк был включен в Национальный реестр исторических мест, где описан как «исторический район, включающий одно здание, одно строение и один объект».

## Фотографии
- Оригинальное здание 1904 года постройки